# (74494) 1999 CP123
(74494) 1999 CP123 – planetoida z pasa głównego asteroid okrążająca Słońce w ciągu 4,5 lat w średniej odległości 2,73 j.a. Odkryta 11 lutego 1999 roku.